# Израильско-французские отношения
Израильско-французские отношения — политические, экономические и прочие межгосударственные отношения между Израилем и Францией. Франция имеет посольство в Тель-Авиве и генеральное консульство в Иерусалиме. Израиль имеет посольство в Париже и генеральное консульство в Марселе.
После создания Государства Израиль в 1948 году и в начале 50-х годов, Франция и Израиль поддерживали тесные политические и военные связи. Франция как и Израиль, в то время выступала противником арабского национализма. Также Франция являлась основным поставщиком оружия в Израиль до своего ухода из Алжира (1966), после этого отпала необходимость борьбы с арабским национализмом. После Шестидневной войны в июне 1967 года правительство Шарля де Голля наложило эмбарго на продажу французского оружия в регион, задевая тем самым большей частью Израиль.
Франсуа Миттеран, стал президентом Франции в 1981 году, тогда отношения между двумя странами заметно потеплели. На следующий год он посетил Израиль и выступил в Кнессете. После избрания Жака Ширака президентом в 1995 году отношения между двумя странами снова охладели из-за поддержки Шираком Ясира Арафата и его действий во время Второй интифады. После того, как президентом стал Николя Саркози в мае 2007 года, новый французский лидер заявил, что он отказывается встречаться с главой любого государства, которое не признает право Израиля на существование.

## История

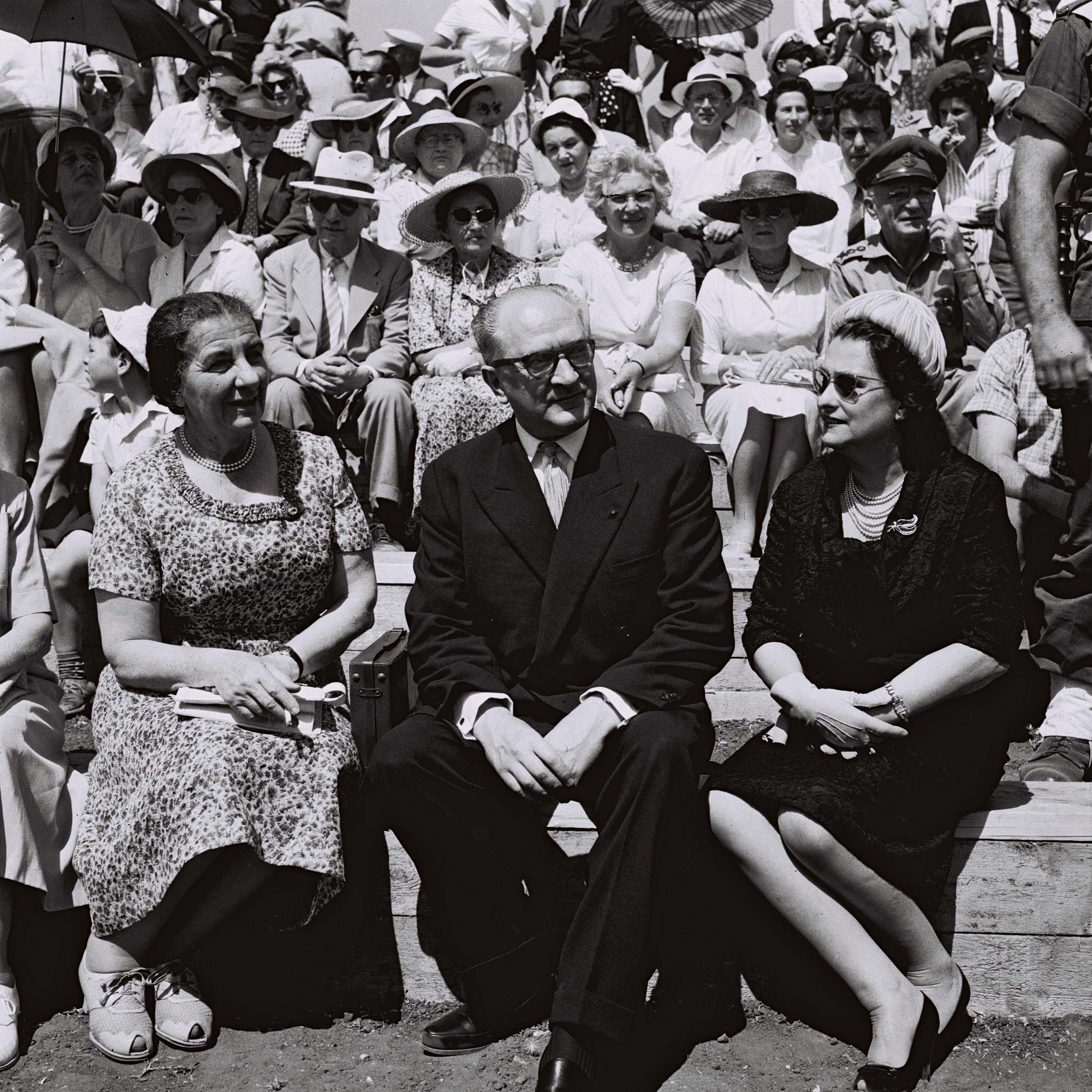
Голда Меир и французский премьер Ги Молле в Тель-Авиве, 1959

Дело Дрейфуса в 1894—1906 гг было первым печальным моментом между сионистским движением и Францией. Разжалование и исключение французского офицера еврейско-немецкого происхождения в современной европейской стране сподвигло Теодора Герцля организовать Первый сионистский конгресс и заложить теоретические основы дома для еврейского народа в 1897 году. Во время четвёртого Сионистского конгресса в Лондоне в 1900 году, Герцль сказал в своей речи, что «…нет необходимости в обосновании проведения конгресса в Лондоне. Англия — одна из последних оставшихся мест на Земле, свободных от ненависти к евреям.» В то время как британское правительство начало осознавать важность и значимость сионистского движения, французы воздерживались от этого. Первое близкое соприкосновение сионистского движения и Франции случилось во время Второй мировой войны в 1940—1944 гг, когда Франция оказалась под немецкой оккупацией.

### 1940—1960 годы

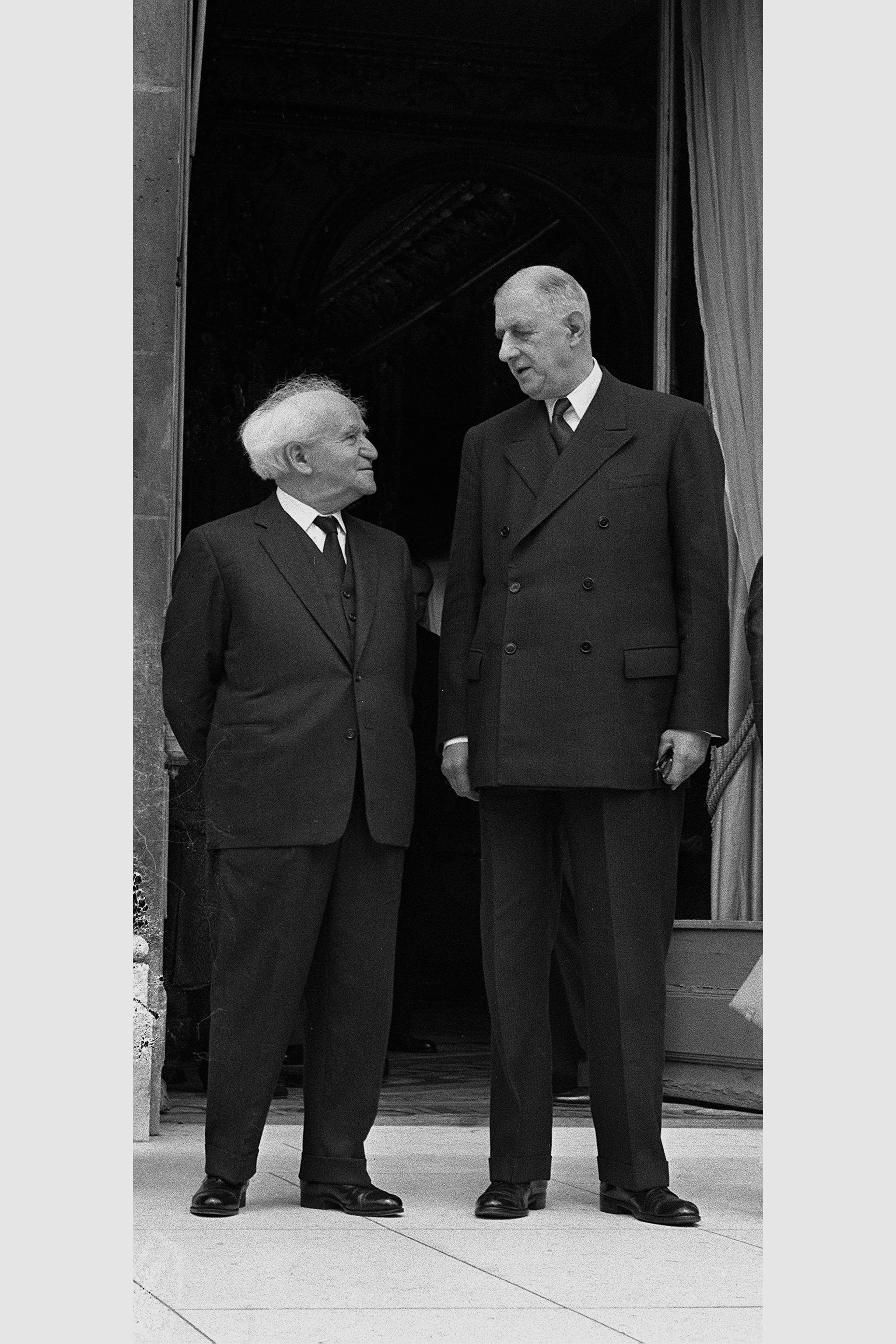
15 июня 1960 года, первая встреча Шарля де Голля и Давида Бен Гуриона, в Елисейском дворце.

Первые контакты между сионистским движением и Францией установились во время Второй мировой войны, в период между 1940 и 1944 гг, когда Франция находилась под немецкой оккупацией. После освобождения Франции войсками союзников, Давид Бен-Гурион был уверен, что Шарль де Голль будет помогать ему в создании еврейского государства. В январе 1949 года Франция официально признала государство Израиль и поддержала решение Израиля присоединиться к Организации Объединённых Наций. В 1953 году Франция заявила, что намерена продать Израилю оружие.
В июне 1956 года действия президента Египта Гамаля Абделя Насера привели к более тесным отношениям между Израилем и Францией. Оба государства рассматривали Египет как угрозу своей безопасности, поскольку Нассер поддержал антифранцузский мятеж в Алжире. Франция направляла Израилю самолёты и танки, и Израиль начал подготовку к войне с Египтом. В июле 1956 года Насер взял под свой контроль Суэцкий канал, после чего Израиль, Франция и Великобритания, заинтересованная в возвращении канала под свой контроль, начали планировать совместную военную операцию. В октябре началась война, которая привела к полной победе военной коалиции Англии, Франции и Израиля. Тем не менее, международное сообщество выступило против этой войны и вынудило победившие страны вернуть Синайский полуостров под контроль Египта. Несмотря на такой неудачный исход войны, отношения между Израилем и Францией только улучшились.
В конце 1950-х годов Франция начинает поставки современных самолетов «Дассо Мираж III». Позже, в 70-х годах Израиль использовал эту модель «Миража», чтобы развивать свои собственные истребители, которые получили название «Кфир».
В октябре 1957 года было подписано соглашение между Францией и Израилем о строительстве атомной электростанции в Израиле. Постройка была завершена в 1963 году. В 1960 году Давид Бен-Гурион стал первым израильским премьер-министром, посетившим Францию.
До Шестидневной войны в 1967 году Франция являлась главным поставщиком оружия в Израиль. В 1967 году Шарль де Голль осудил нападение Израиля на соседние арабские страны и наложил эмбарго на поставки французского оружия в Израиль.
В 1969 году де Голль ушел из в отставку с поста президента Франции, новым президентом был избран Жорж Помпиду. Однако во времена президентства Помпиду эмбарго на поставки оружия не было снято. Этот период был одним из самых малопродуктивных в истории дипломатических отношений между двумя странами.

### 1970—1990 годы
В 1981 году Франсуа Миттеран был избран 21-м Президентом Французской республики. Миттеран стал первым левым главой государства с 1957 года и считался другом еврейского народа и любителем Библии. В 1982 году он посетил Израиль и произнес речь в Кнессете. И Израиль, и Франция задействовали свои военные силы в Ливане во время гражданской войны в этой стране.

### 2000-е годы

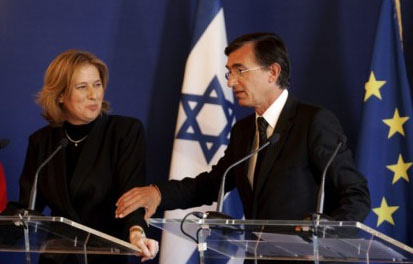
Ципи Ливни и глава МИД Франции Дуст-Блази, 2006

13 февраля 2008 года Саркози произносил речь на ежегодном приеме Французского еврейского представительского совета еврейских институтов Франции. Его посыл стал знаком нового потепления отношений между Елисейским дворцом и французскими евреями, чье положение во французском обществе пошатнулось в последние годы после череды антисемитских нападений. «Израиль может рассчитывать на новые динамичные отношения с ЕС», сказал Саркози. «Франция никогда не поставит под угрозу безопасность Израиля».
Израиль приветствовал заявления Саркози против группировок Хамас и Хезболла, которых спонсирует Иран. Во время Ливанской войны 2006 года Франция играла ключевую роль в попытках Европы прекратить огонь как можно быстрее.
30 июня 2009 года президент Франции Николя Саркози потребовал у премьера Израиля Нетаньяху сместить главу израильского МИД Авигдора Либермана, сказав при этом: «Вы должны избавиться от этого человека. Вы должны убрать его с занимаемой должности.»
В декабре 2017 года глава израильского правительства Биньямин Нетаньяху посетил ЕС с двухдневным визитом. В частности, он встретился с французским президентом Эммануэлем Макроном. За последние 6 месяцев это вторая встреча лидеров двух стран. Изначально предполагалось, что темой беседы станет ситуация в Ливане и Сирии, однако на фоне недавнего признания американским президентом Дональдом Трампом Иерусалима как столицы Израиля, эта тема также будет поднята на встрече, равно как и переговоры между Израилем и ПНА.
22 января 2019 года израильский президент Реувен Ривлин посетил Францию с официальным визитом по приглашению своего коллеги Макрона.
После нападения ХАМАСа на Израиль Франция высказала поддержку Израилю.

## Сотрудничество в экономической сфере
В 2006 году французский экспорт в Израиль вырос до €683 млн. Франция стоит на 11 месте в списке самых главных поставщиков Израиля и представляет девятый по величине рынок в Израиле. Главные товары французского экспорта: моторные транспортные средства, пластмассы, органические химикаты, продукция космической и авиа-инженерии, парфюмерия и косметика.
Франция стоит на втором месте в списке самых популярных туристических мест для израильтян после США. В то же время, посещение Израиля французами заметно выросло в течение нескольких последних лет.

## Военное сотрудничество
До Шестидневной войны (1967) Франция была основным поставщиком вооружений в Израиль, на её долю приходилось до 3/4 всех поставок оружия в эту страну. За несколько дней до начала войны правительство Шарля де Голля ввело эмбарго на поставку оружия Израилю и прекратило сотрудничество с этой страной в военной и оборонной сферах для того, чтобы угодить арабским странам.
В конце 1969 года произошел инцидент с угоном израильтянами из Франции пяти ракетных катеров из порта Шербур-Октевиль. Катера сыграли большую роль в победе Израиля в Войне Судного дня (1973). Эта операция получила название «Ноа» или «Шербур».
В конце 2019 года впервые за пол века Франция закупит у Израиля оборонное вооружение для поставки решения транспортировки раненых и грузов для французского воинского контингента в странах Сахеля (Буркина-Фасо, Мавритания, Мали, Нигер, Чад).

## Культурное, научное и техническое сотрудничество

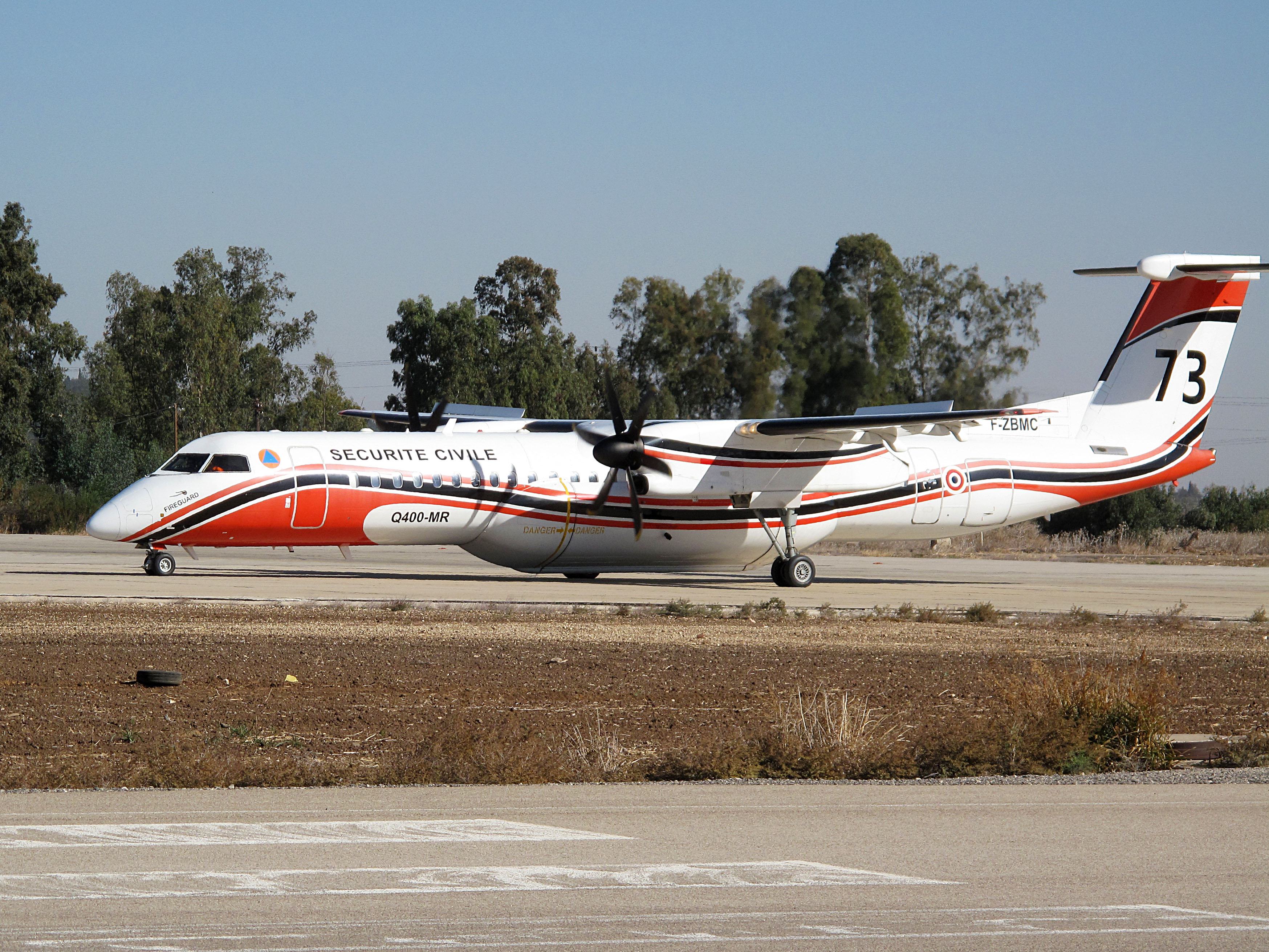
Французский противопожарный самолет (Bombardier Dash-8) готовится к взлету на севере Израиля

Культурное, технологичное и научное сотрудничество Франции с Израилем основано на двусторонних соглашениях, подписанных ещё в 1959 году.
В июне 2007 года новый Французский институт был открыт в Тель-Авиве. В честь 60-летия независимости, Израиль был официальным гостем на ежегодной книжной ярмарке в Париже в марте 2008 года.
Начиная с 2004 года сеть исследовательских программ была запущена в сфере генетики, математики, медицины и биологии, а также биоинформатики. В эти программы было вовлечено порядка 100 ученых. Новые программы как ожидается будут открыты в области изучения генома, исследования рака, нейробиологии, астрофизики и робототехники.
Будучи частью французского культурного фестиваля «So French, So Good» 12 известных французских шефов посетили Израиль в феврале 2013 года для совместной работы с израильскими шефами и для проведения мастер-классов.